# Matlalcue Vallis
La Matlalcue Vallis è una struttura geologica della superficie di Venere.